# Evgeniy Yurasov
Evgeniy Sergeevich Yurasov (em russo: Евгений Сергеевич Юрасов; Ramenskoie, 19 de dezembro de 1921, Ramenskoye - Moscou, 11 de março de 2008) foi um militar soviético, Coronel-General e agraciado com o título de Herói do Trabalho Socialista em 1981.

## Biografia
Nasceu em 19 de dezembro de 1921, em Ramenskoie, em uma família operária.
Em 1939, após concluir o 10º ano da Escola Secundária nº 1 de Ramenskoie, ingressou no 2º Instituto Médico de Moscou Josef Stalin, onde estudou por dois meses.
No outono de 1939, foi convocado para o Exército Vermelho. Na escola de regimento, formou-se como apontador de canhão de 76 mm. Participou da Guerra Soviético-Finlandesa em um regimento de artilharia, sendo ferido em combate.
No início da Grande Guerra Patriótica, o então sargento-chefe Yurasov passou por uma requalificação, tornando-se oficial. Serviu no 115.º Regimento de Artilharia da 43.ª Brigada de Artilharia Antiaérea, atuando como comandante de peça, comandante de pelotão de fogo, comandante de bateria e chefe do Estado-Maior de um batalhão. Lutou na defesa de Leningrado e participou do rompimento e levantamento do cerco à cidade.
Ingressou no Partido Comunista em 1942.
Após a guerra, continuou servindo em unidades de artilharia antiaérea. Concluiu o curso por correspondência da Escola de Radioeletrônica de Pushkin e, em 1954, formou-se na Academia de Artilharia F. E. Dzerzhinsky. Ocupou cargos como comandante de regimento, comandante da 1.ª Divisão de Artilharia Antiaérea da Guarda, vice-comandante das tropas de artilharia antiaérea e mísseis antiaéreos do Distrito de Defesa Aérea de Moscou e comandante do Corpo de Defesa Aérea de Yaroslavl.
Em 1968, concluiu os Cursos Superiores da Academia Militar do Estado-Maior Geral das Forças Armadas da URSS Kliment Voroshilov.
De 1966 a 1972, serviu como primeiro vice-comandante e, a partir de agosto de 1969, como comandante do 2.º Exército Independente de Defesa Aérea, em Minsk. Entre setembro de 1972 e 1978, foi chefe do 4.º Departamento Principal do Ministério da Defesa da URSS. De 2 de outubro de 1978 até 15 de junho de 1987, atuou como primeiro vice-comandante das Tropas de Defesa Aérea do país.
Cumpriu diversas missões especiais do Conselho de Ministros da URSS em nações socialistas e zonas de conflito como Afeganistão, Síria, Líbano e Vietnã. Durante a Guerra do Líbano, integrou as forças sírias no front, liderando o trabalho de análise do uso de armamentos aéreos e de mísseis israelenses, além de elaborar propostas urgentes para aprimorar a defesa antiaérea soviética.
Como primeiro vice-comandante das Tropas de Defesa Aérea, coordenou o desenvolvimento, testes em campo e preparação para a produção em série de novos armamentos e equipamentos para as forças de defesa aérea do país.
Às vésperas do 26º Congresso do PCUS, pelo decreto do Presidium do Soviete Supremo da URSS de 18 de fevereiro de 1981, foi concedido ao Coronel-General de Artilharia Yurasov o título de Herói do Trabalho Socialista, junto com a Ordem de Lenin e a medalha "Foice e Martelo", em reconhecimento pelos grandes méritos no desenvolvimento de armamentos e equipamentos militares.
Em 22 de julho de 1987, na esteira das "medidas preventivas" tomadas após o incidente com Mathias Rust, o general Yurasov foi dispensado do serviço militar.
Viveu em Moscou, dedicando-se a atividades públicas como presidente da organização "Veteranos do 4º Departamento Principal das Tropas de Defesa Aérea". Faleceu em 11 de março de 2008 e foi sepultado no Cemitério Troekurovskoye.